# Ка Букеро (Пезаро и Урбино)
Ка Букеро је насеље у Италији у округу Пезаро и Урбино, региону Марке.
Према процени из 2011. у насељу је живело 14 становника. Насеље се налази на надморској висини од 684 м.